# Istmo di Panama

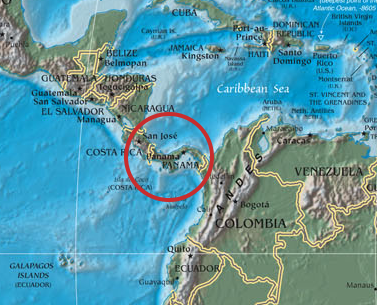
Istmo di Panama

L'istmo di Panama è la parte più sottile della regione degli istmi che unisce l'America settentrionale all'America meridionale (in America centrale). Con una larghezza media di circa 75 km, il braccio di terra è compreso tra il Golfo di Darién e quello di Panama, e può essere superato dalle navi in transito attraverso il canale di Panama.

## Formazione
Anticamente, l'America settentrionale e l'America meridionale erano separate da un mare che univa Pacifico e Atlantico. Con l'innalzarsi progressivo di catene come la Catena Costiera Pacifica e le Ande, emerse una penisola al sud dell'America settentrionale. A causa dell'espansione delle terre emerse nella zona, il braccio di mare che divideva le due Americhe divenne sempre più sottile. Tale innalzamento fu causato dalla spinta della placca pacifica contro quella caraibica.
Circa quattro milioni e mezzo di anni fa, nel Pliocene, l'istmo finì per chiudersi e di conseguenza il Pacifico e l'Atlantico vennero separati. Il nuovo collegamento terrestre provocò un mutamento epocale nel ciclo delle correnti oceaniche: dato che non era più possibile un transito delle acque tra i due oceani, i flussi marini furono obbligati a seguire nuove rotte, il che portò tra l'altro allo stabilirsi della corrente del Golfo, che tanto avrebbe contribuito ad addolcire il clima nell'Europa settentrionale. Ciononostante, recenti pubblicazioni a cura dello studioso Thomas Stevens avanzano la teoria per cui la formazione dell'istmo sarebbe stata indirettamente la causa di una glaciazione.
L'istmo bloccò lo scambio di salinità tra Atlantico e Pacifico che peraltro in quella zona si trovano ad altitudini leggermente diverse; tra i valori citati, in genere contrastanti, si parla di dislivelli medi compresi nell'ordine delle decine di centimetri di altitudine (divario che oscilla sensibilmente in virtù delle maree, soprattutto del Pacifico).

## Vie marittime e terrestri

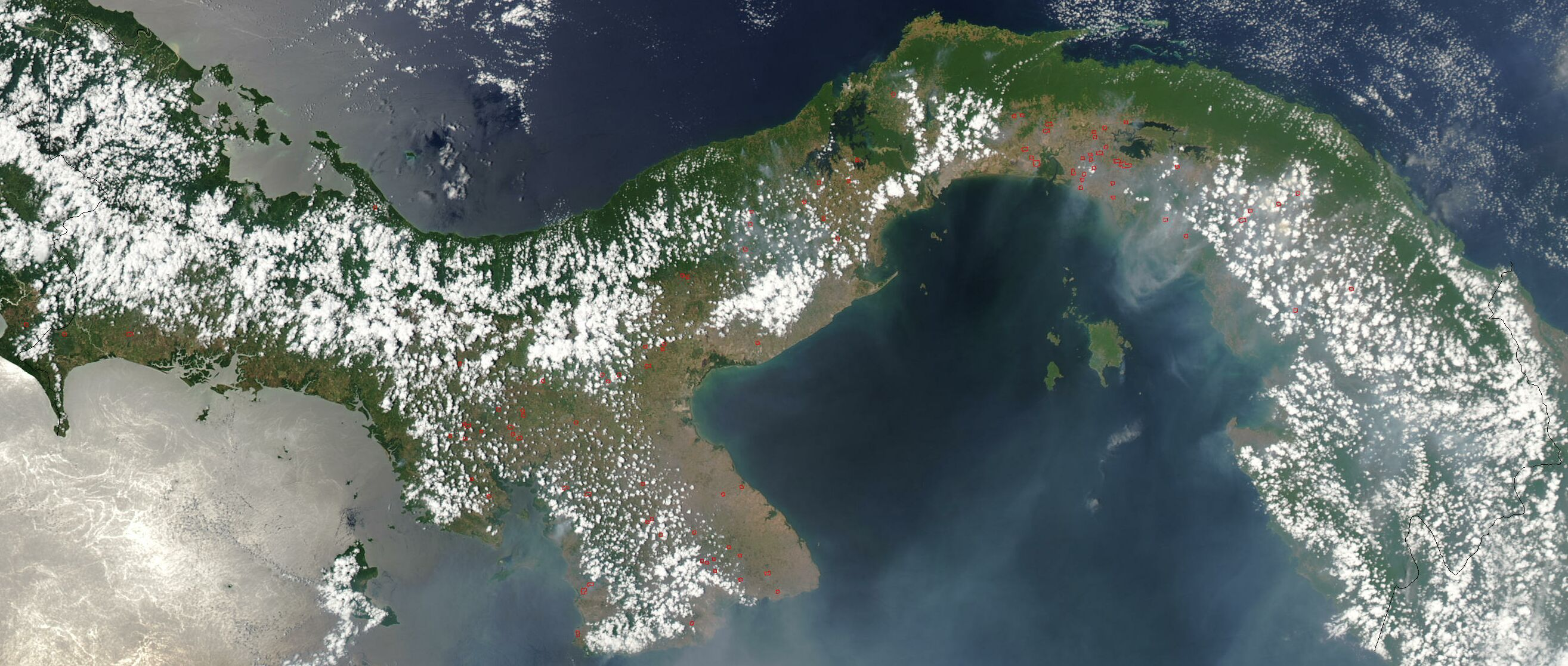
Istmo di Panama, immagine satellitare

Lo stabilirsi di un ponte terrestre portò ad una massiccia migrazione di animali terrestri e d'acqua dolce sia verso nord che verso sud, il cosiddetto grande scambio americano.
In tempi relativamente recenti, anche l'uomo, dopo aver raggiunto l'Alaska attraverso la Beringia, ebbe la possibilità di attraversare l'istmo e di fondare civiltà precolombiane anche in Sudamerica. Il passaggio attraverso l'istmo ebbe luogo prima del diecimila a.C., per quanto resta da dimostrare la teoria che all'epoca il continente sudamericano fosse veramente disabitato.
Sin dal sedicesimo secolo, dopo la scoperta dell'istmo ad opera dell'esploratore Rodrigo de Bastidas, si speculò sulla possibilità di costruire una via marittima che lo attraversasse. Le comunicazioni navali tra i due oceani poterono essere stabilite parecchio tempo dopo, con la costruzione del canale di Panama (1914), il cui ampliamento è iniziato un secolo più tardi.
Oggi, l'istmo è percorso dal sistema stradale della Panamericana, che collega Nord e Sudamerica.